# Wacław Chodkowski

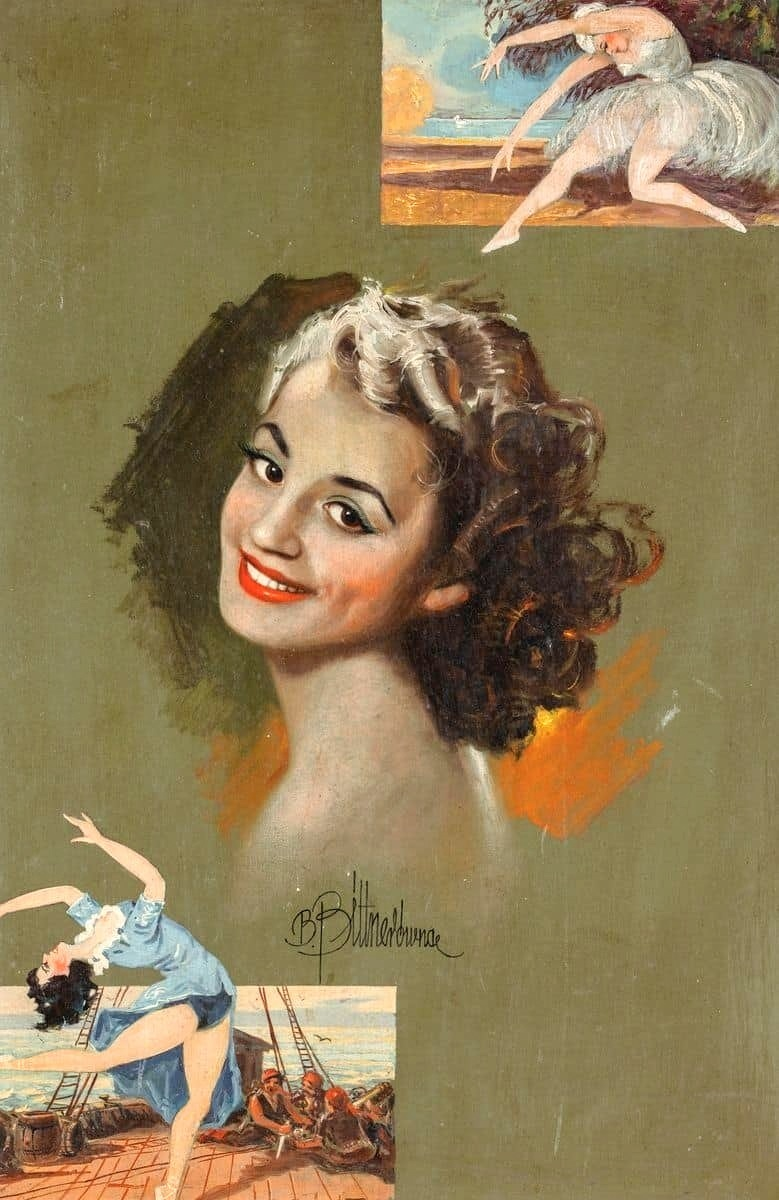
Portret Barbary Bittnerówny z 1940 roku

Wacław Chodkowski (ur. 6 października 1878 w Kozienicach, zm. 11 marca 1953 w Warszawie) – polski malarz.

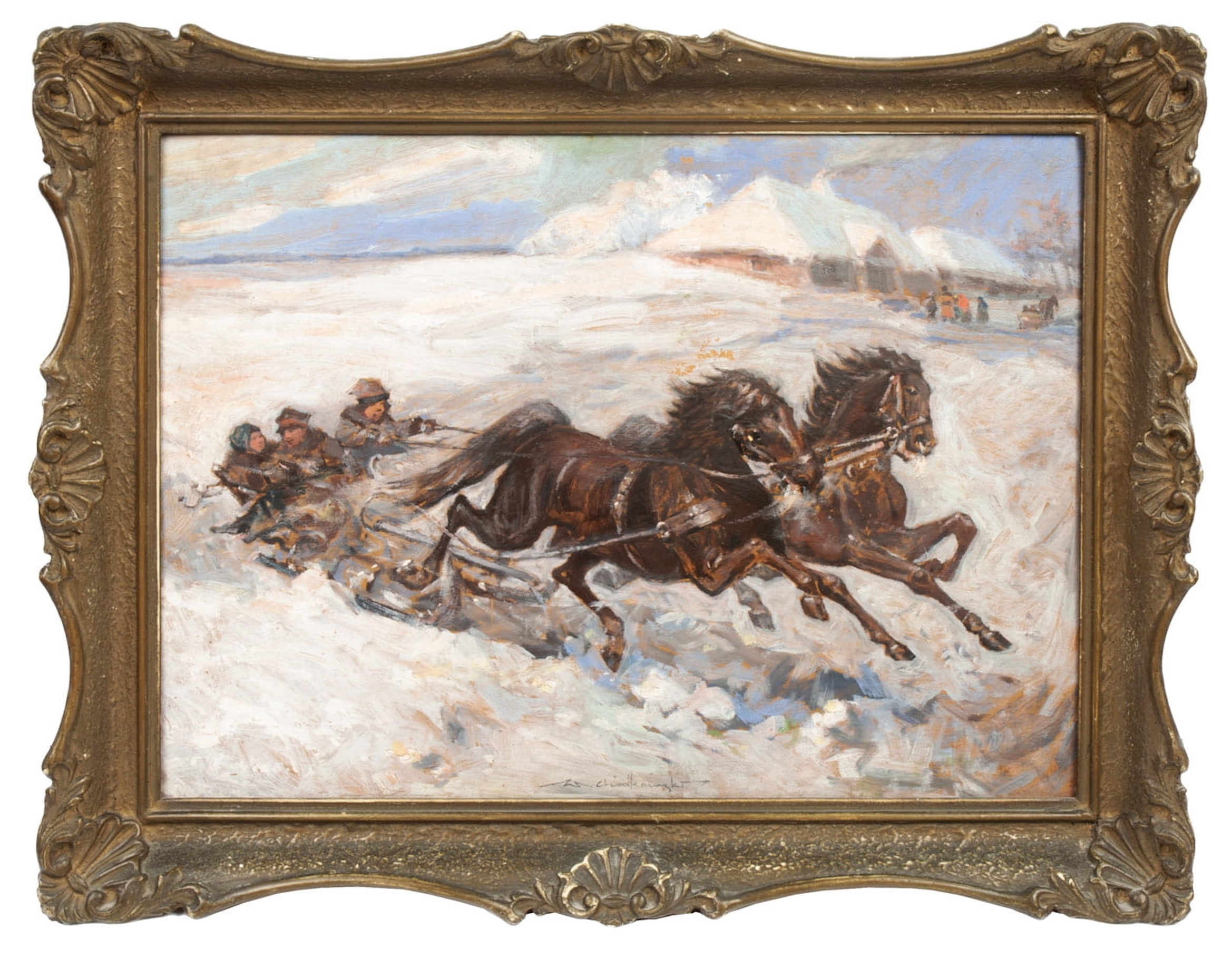
Obraz Wyjazd ze wsi

## Życiorys
W 1900 r. ukończył w Warszawie Szkołę Rysunkową, gdzie kształcił się pod kierunkiem Wojciecha Gersona, Adama Badowskiego i Jana Kazimierza Kauzika. Zajmował pracownię w Towarzystwie Zachęty Sztuk Pięknych, którego był członkiem rzeczywistym. Wystawiał tam po raz pierwszy w 1914 r. Portret dziewczynki, następnie w 1916 r. Portret chłopczyka i w 1935 r. Owoce. 
W 1945 r. Chodkowskiego przyjęto do Związku Polskich Artystów Plastyków na podstawie prac malarskich: Pole wilanowskie, Wisła po burzy, Dziewczyna w rogatywce. W 1949 r. wystawił w Bydgoszczy obraz Praca przy piecu hutniczym; w 1951 r. w Warszawie: Stare Miasto odbudowane.

## Życie prywatne

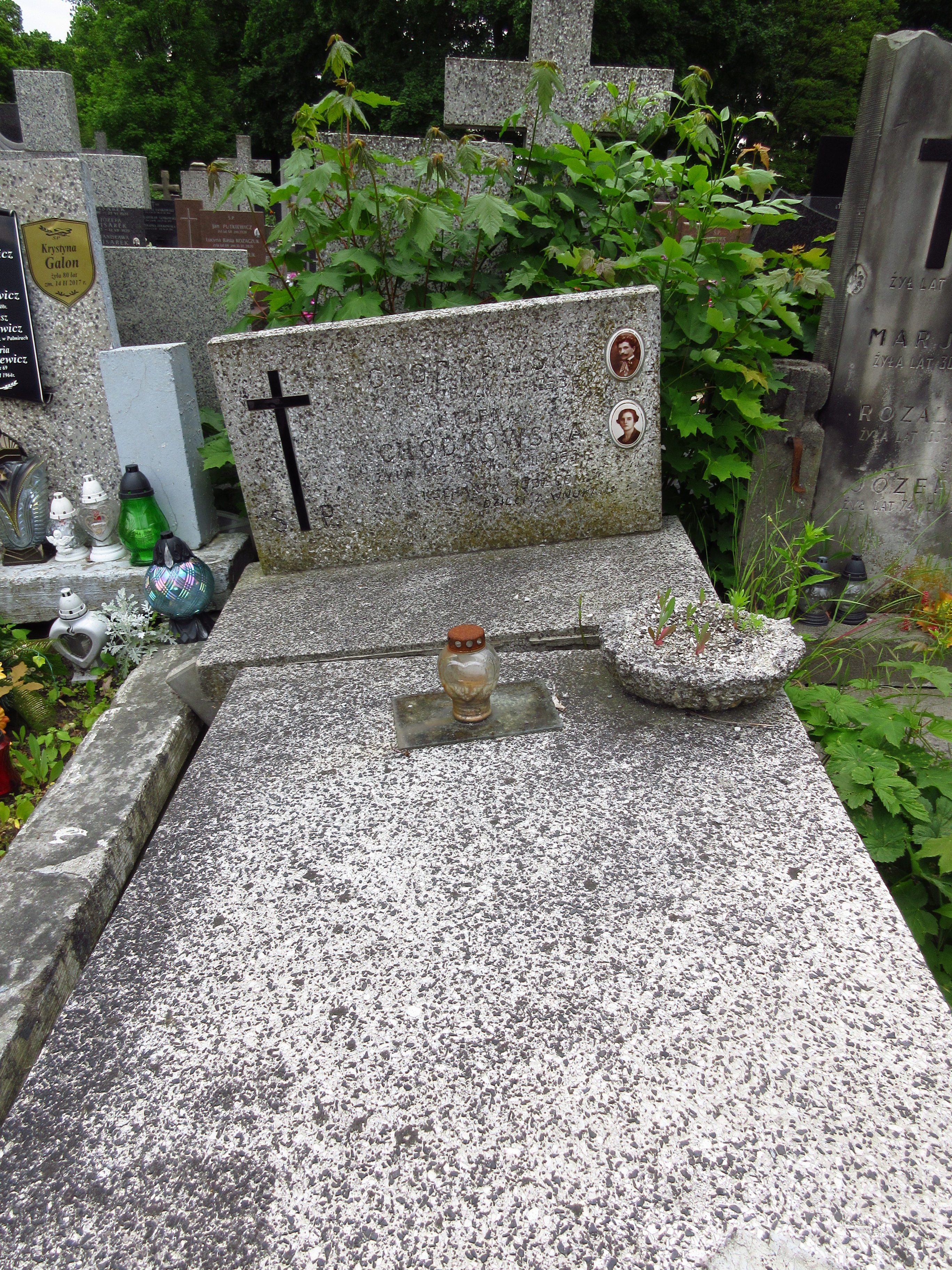
Grób Wacława Chodkowskiego na cmentarzu Bródnowskim

Żonaty z Heleną z Przybytkowskich. Mieszkał w Warszawie na Saskiej Kępie, w domu przy ulicy Walecznych 39. W czasie II wojny światowej, zarówno pracownia, jak i większość prac artysty uległa zniszczeniu.
Pochowany na cmentarzu Bródnowskim (kw. 14E, rząd II, grób 6).

## W kulturze
- Pocztówki akwarelowe jego pędzla stały się niemymi bohaterami książki Tropiciele autorstwa Małgorzaty Karoliny Piekarskiej